# Style portugais suave
 (janvier 2023).

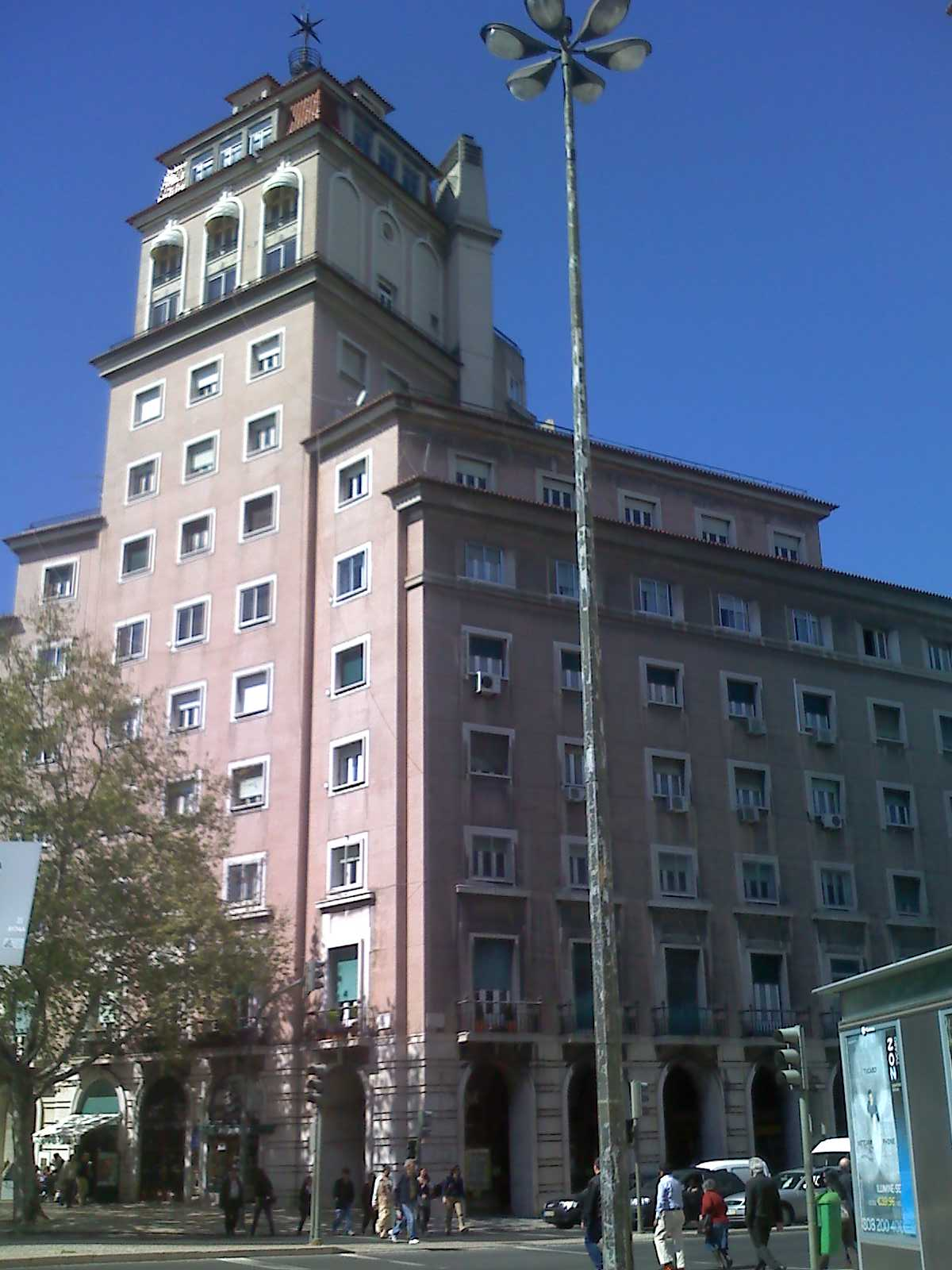
Bâtiment de la place Areeiro à Lisbonne

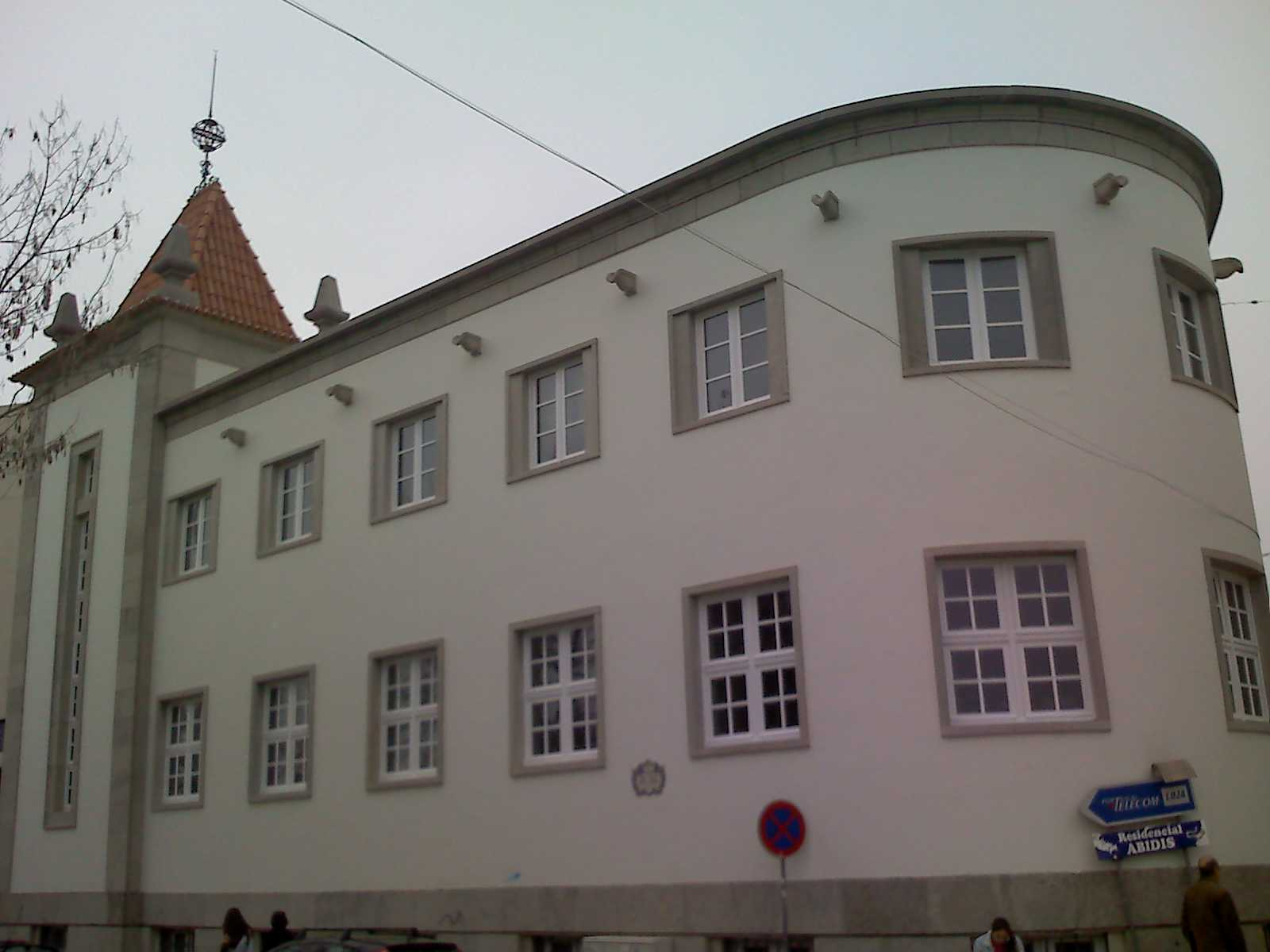
Succursale d'une banque à Santarém

Le Style portugais suave (portugais : Estilo Português Suave) est un type d'architecture utilisé au Portugal aussi bien pour les bâtiments publics que privés, essentiellement pendant la période allant des années 1940 au début de la décennie 1950. Ce style architectural est aussi appelé style nationaliste, style traditionnel ou style de l'État nouveau mais cette dernière dénomination est malvenue puisque durant cette période de régime de l'Estado Novo (l'État nouveau) divers styles ont été appliqués pour les bâtiments publics. 

## Histoire
Le style portugais suave est né des idées de plusieurs architectes portugais qui dès le début du XXe siècle cherchaient à créer une « authentique architecture portugaise. » Un des mentors de ce courant fut l'architecte Raul Lino, créateur de la théorie de maison portugaise. Le résultat de ce courant fut la création d'un style d'architecture qui prenait des éléments d'ingénierie moderne masqués par un mélange d'éléments esthétiques extérieurs recyclés de l'architecture portugaise ancienne et traditionnelle.
Le Nouvel État portugais, un régime autoritaire et nationaliste né de la révolution de 1926 et dirigé par António Salazar, commença dans les années 1930 une politique de travaux publics à grande échelle. Au tout début, le style monumental moderniste mâtiné d'Art déco prévalait pour ces nouveaux bâtiments publics. Cependant, après la Grande Exposição do Mundo Português de 1940 dont l'architecte en chef était José Cottinelli Telmo, le gouvernement portugais commença à préférer le style nationaliste pour ses édifices publics. Ce style fut utilisé pour toutes sortes de bâtiments, depuis la petite école élémentaire de la campagne jusqu'aux grandes écoles et universités, en passant par les casernes, les palais de justice, les hôpitaux, les mairies, etc.
Au-delà du Portugal, ce style fut largement répandu pour les bâtiments publics des territoires portugais d'outre-mer en Afrique, Asie et Océanie[réf. souhaitée]. Le style a aussi eu beaucoup de succès auprès de la commande privée, repris pour tous types de réalisations, de la maison familiale aux immeubles de logements, en passant par les immeubles de bureaux, commerciaux et industriels[réf. souhaitée].
Ce style fut critiqué par un grand nombre d'architectes qui l'accusèrent d'être provincial et dénué d'imagination. Sa dénomination même, sous laquelle ce style finit par être connu, portugais suave, lui a été donné par ironie car c'était le nom d'une marque de cigarette. La plus grande vague de bâtiments dans ce style eut lieu après le Congrès national portugais d'architecture en 1948, ce qui le lança, avant de devenir progressivement le style utilisé pour les bâtiments publics et privés. Au milieu des années 1950, les réalisations publiques promue par l'État nouveau est revenu à une architecture moderniste.
Malgré les critiques du monde intellectuel, le Style portugais suave a finalement conquis le goût du public[Interprétation personnelle ?]. Cette architecture, même un peu atténuée, va connaître un regain d'intérêt[réf. nécessaire] jusqu'à se retrouver dans d'innombrables bâtiments privés, surtout dans les années 1990.

## Caractéristiques
Les bâtiments typiques de cette Architecture portugaise suave utilisent les techniques modernes du génie civil, comme le béton, celui-ci ayant de grandes capacités constructives. Cependant, à l'opposé des réalisations modernistes qui révèlent et mettent en valeur l'ensemble constructif, ici tout est masqué par un maximum d'éléments purement décoratifs[réf. souhaitée]. 
Les éléments ornementaux du style suave portugais sont tirés de l'architecture des XVIIe siècle et XVIIIe siècle et des différents styles régionaux portugais[réf. souhaitée]. Il y a aussi l'utilisation d'éléments comme des pierres rustiques, des toitures en tuiles, des pinacles, des pilastres, des balcons, etc. De même on peut souvent trouver des arches et des tours coiffées d'éléments nationalistes et symboliques.

## Réalisations
- Fontaine Luminosa à Lisbonne, 1948.

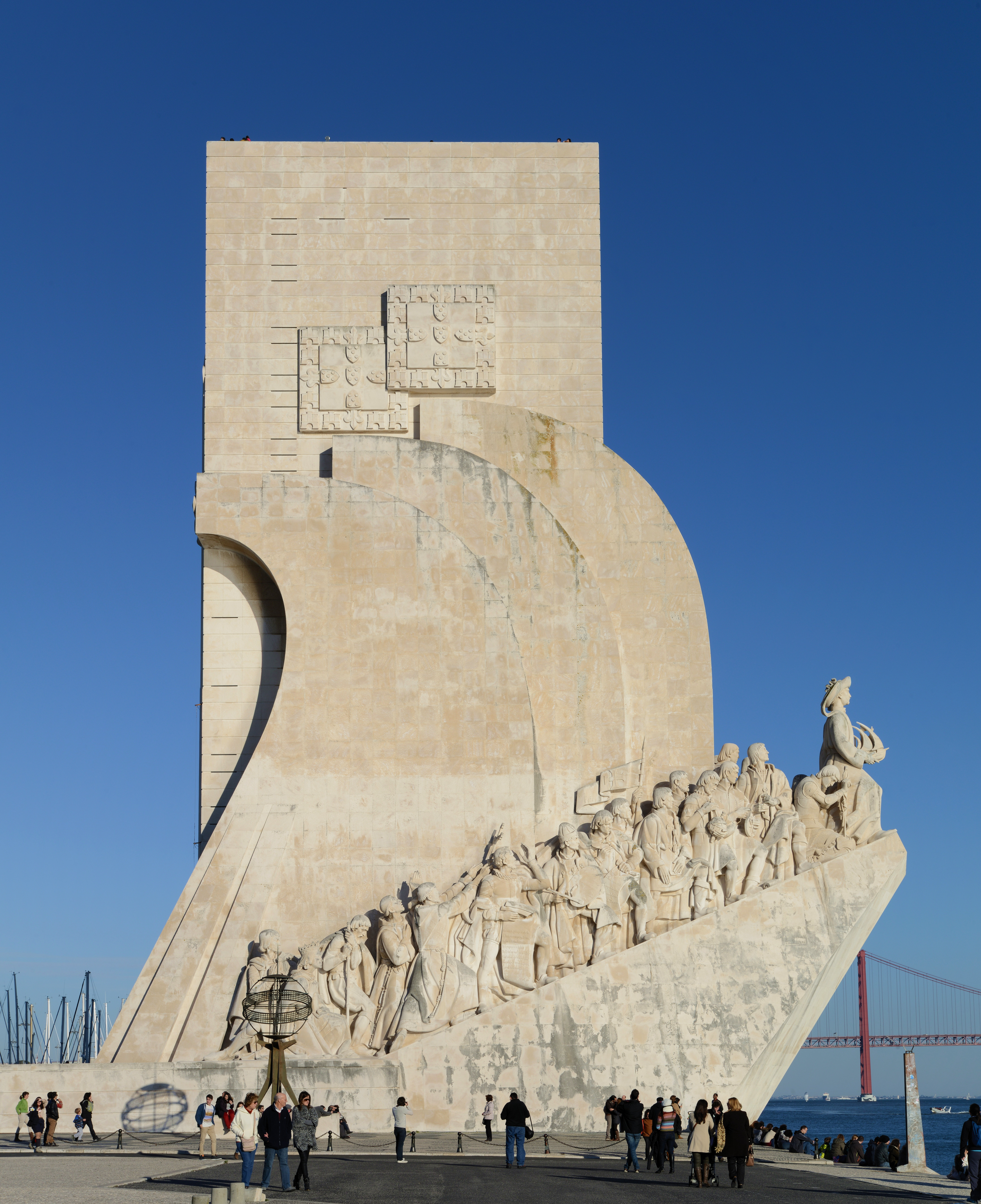
Padrão dos Descobrimentos (1960)
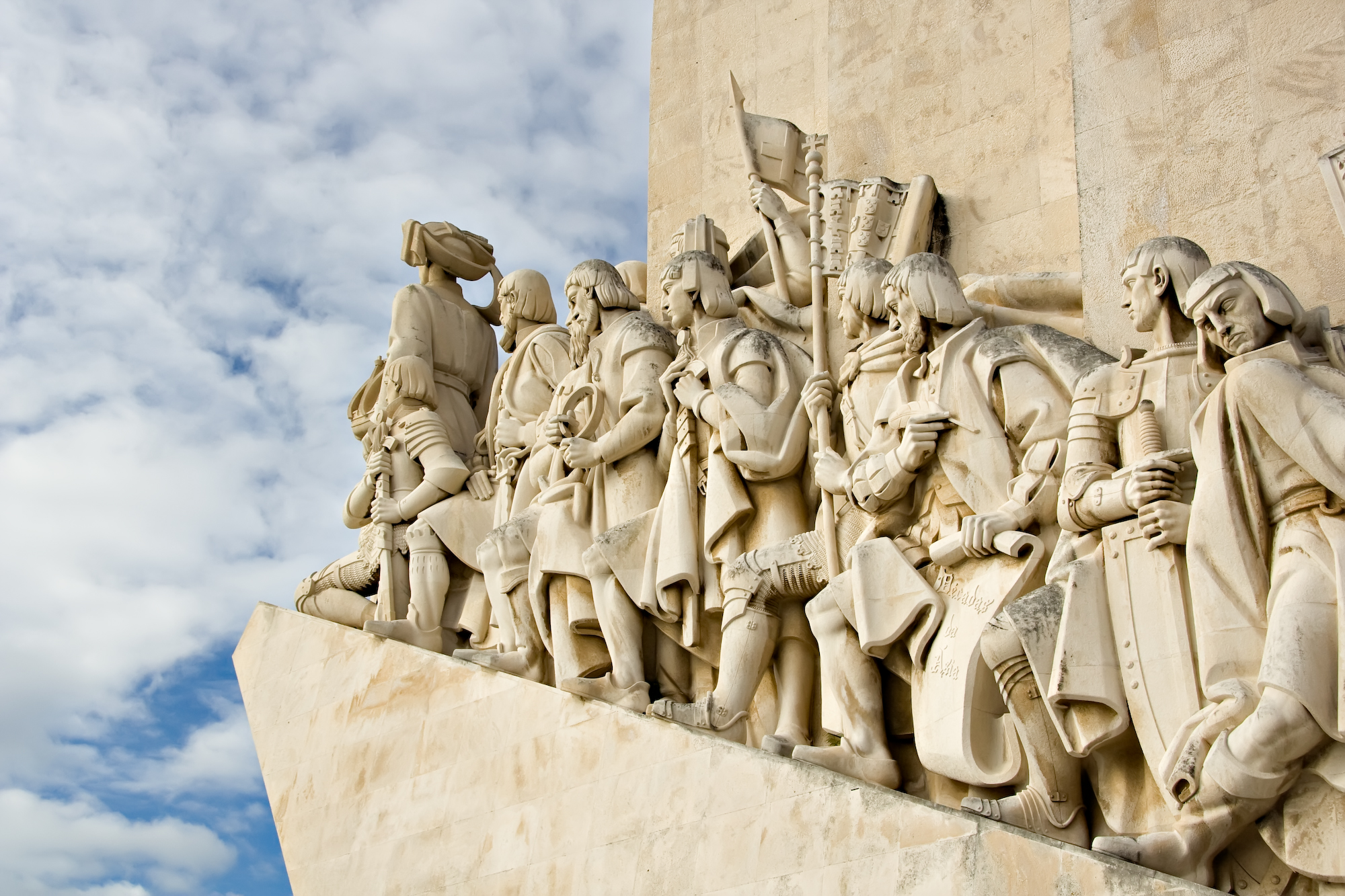
Padrão dos Descobrimentos (1960)
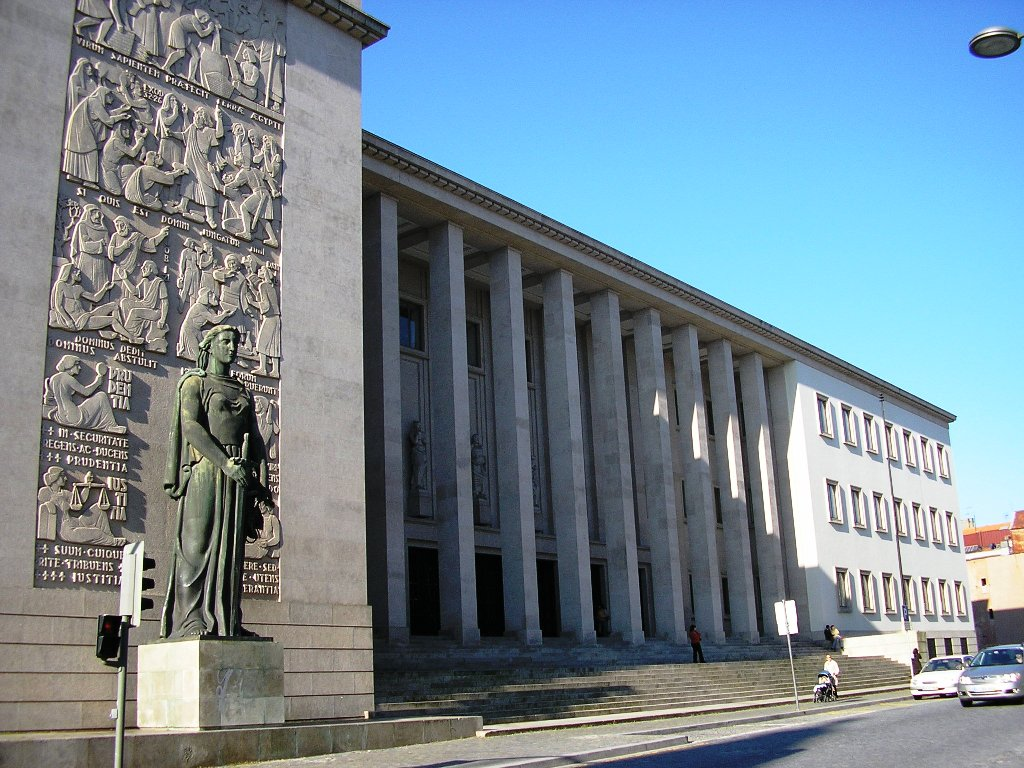
Palais de justice de Porto (1958)
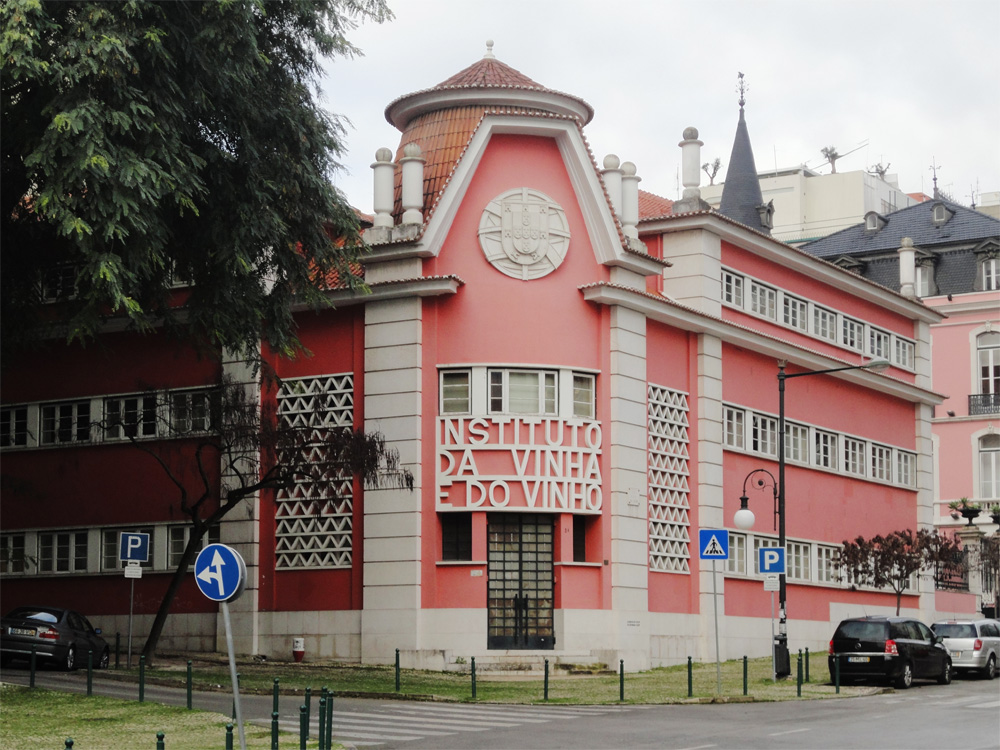
Institut de la Vigne et du Vin Blanc
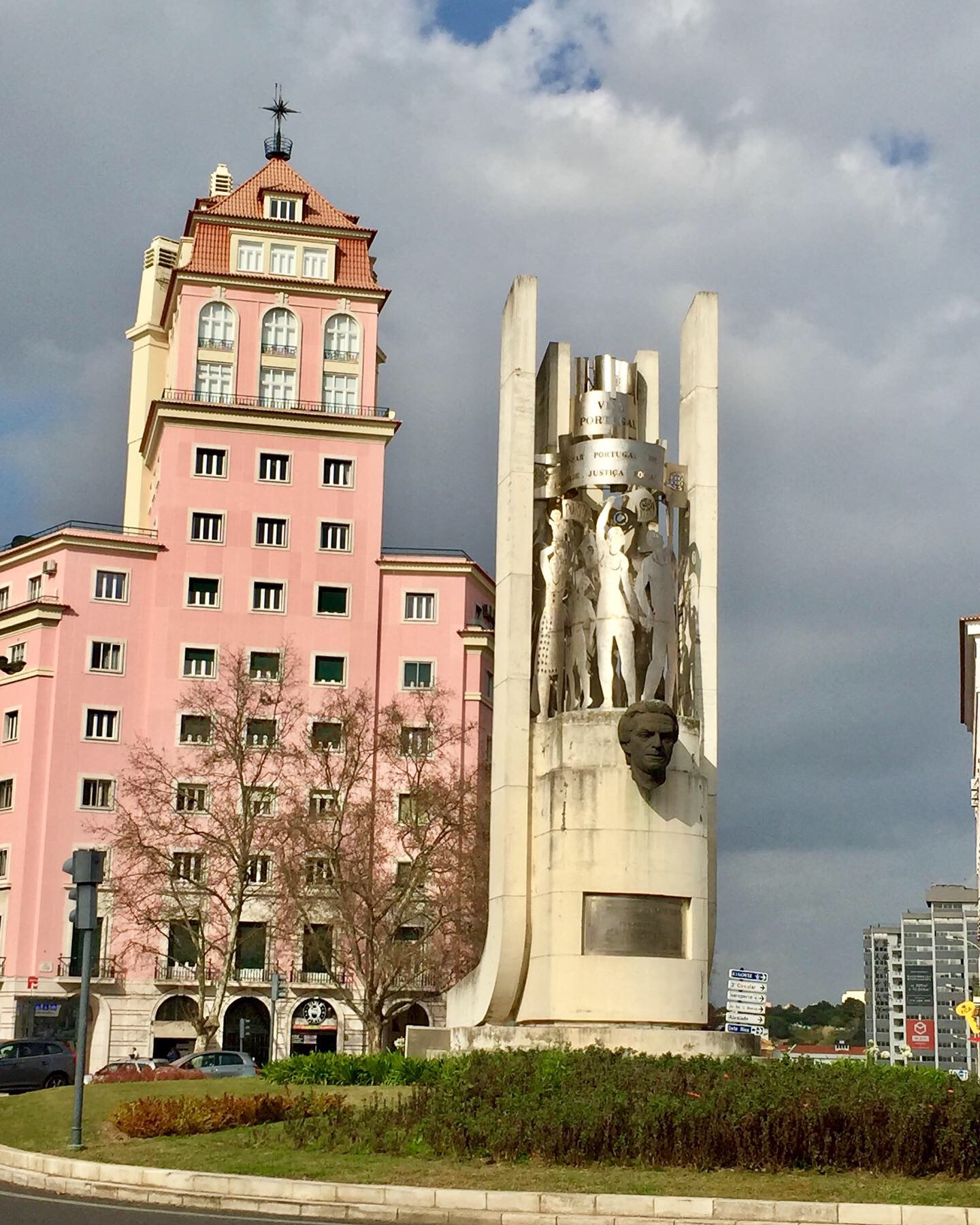
Place d'Areeiro, Lisbonne